# Claudio Castilla
Claudio Castilla Ruiz (nacido el 30 de mayo de 1983 en Jerez de la Frontera, Cádiz) es un jinete español. Inició la andadura en el mundo ecuestre a muy temprana edad. Con tan solo 5 años montó por primera vez en un caballo en las instalaciones hípicas del Club Nazaret, en su localidad natal, y desde entonces su pasión por el sector ecuestre no ha ido más que en aumento. Con 17 años ingresó como alumno en la Real Escuela Andaluza de Arte Ecuestre durante cuatro años, consolidando su trayectoria futura en la disciplina de la Doma Clásica.
Está casado con Isabel Vidrié Reyna, hija del rejoneador retirado D. Manuel Vidrié Gómez.
Desde el año 2005, es un participante habitual en competiciones de alto nivel tanto a nivel nacional como internacional, compaginando además su labor con la actividad docente en esta disciplina ecuestre.
Ha participado como miembro del equipo Olímpico en: Londres 2012; Río de Janeiro 2016; Tokio 2021; París 2024. 
En su primera participación olímpica logró cosechar un séptimo puesto en Doma clásica por equipos junto con sus compañeros Beatriz Ferrer-Salat, Severo Jurado y José Daniel Martín Dockx en Río de Janeiro 2016.
Otras menciones notables en su palmarés son:
-         13.ª posición en los WEG Tryon 2018.
-         12.ª posición en el Campeonato de Europa de Róterdam 2019.
-         Medalla de oro en la categoría de 7 años en el Campeonato de España en 2019.
-         Medalla de oro en el campeonato de España en la categoría de caballos jóvenes del año 2022.
-         Medalla de oro en la Copa de SM El Rey en 2021.
-         Medalla de Oro en la categoría de 6 años en el campeonato de España 2011.
-         Medalla de oro en la categoría de 8 y 9 años, en el Campeonato de España.
-         5 medallas de Plata en el campeonato de España absoluto, en los años 2015, 2017, 2019, 2020, 2021.
-         Medalla de plata en la Copa de SM El Rey en el año 2015
-         Medalla de bronce en el Campeonato de España Absoluto 2018.
-         2 medallas de bronce en la categoría de 7 años y 6 años, en el Campeonato de España de caballos jóvenes del año 2021.
-         Medalla de bronce en la Copa de SM El Rey en el año 2013.

## Participaciones en Juegos Olímpicos
- Londres 2012.
- Río de Janeiro 2016, Séptimo en equipos.
- Tokio 2021.
- París 2024.

## Caballos
- Alcaide
- Ícaro MG